# Adolph Frank
Adolph Frank (ur. 20 stycznia 1834 w Klötze, zm. 30 maja 1916 w Berlinie) – niemiecki chemik.
W latach 1854-1857 studiował nauki przyrodnicze, farmację i chemię w Berlinie. Po zdaniu końcowych egzaminów farmaceutycznych Frank uzyskał doktorat z chemii w Getyndze w 1861 roku na podstawie rozprawy na temat produkcji cukru.  Razem z Nikodemem Caro wynalazł sposób wytwarzania cyjanamidu wapnia.